# فرودگاه‌های پریری
فرودگاهِ های پریری (به انگلیسی: High Prairie Airport) یک فرودگاه همگانی چمن با کد یاتا ZHP است که یک باند فرود آسفالت دارد و طول باند آن ۱۱۹۹ متر است. این فرودگاه در کشور کانادا قرار دارد و در ارتفاع ۶۰۲ متری از سطح دریا واقع شده‌است.